# Galàxia nana esferoidal

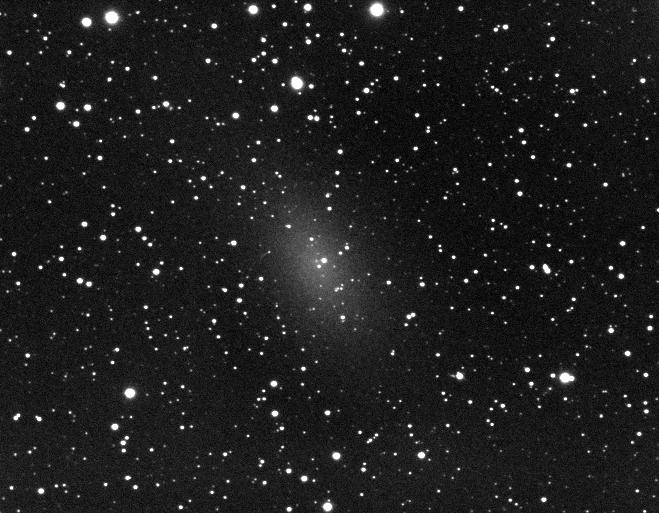
NGC 147, una galàxia nana esferoïdal del Grup Local

Una galàxia nana esferoidal (en anglès dSph) és un terme en l'astronomia aplicada a les galàxies de baixa lluminositat que són companyes de la Via Làctia i als sistemes similars que són companyes de la Galàxia d'Andròmeda (M31). Encara que similar a les galàxies el·líptiques nanes en aparença i propietats amb poc o cap gas o pols o formació estel·lar recent, que són aproximadament de forma esferoidal, generalment de menor lluminositat, i només es reconeixen com a galàxies satèl·lits del Grup Local.
Si bé hi va haver nou galàxies nanes esferoidals clàssiques descobertes fins al 2005, l'Sloan Digital Sky Survey ha esdevingut el descobriment d'11 galàxies més nanes esferoidals, això ha canviat radicalment la comprensió d'aquestes galàxies, proporcionant una mostra molt més gran per estudiar.
Recentment, com la creixent evidència ha assenyalat que la gran majoria de les el·líptiques nanes tenen propietats que no són en absolut similars a les galàxies el·líptiques, però són més properes a les galàxies espirals irregulars i de tipus tardà, aquest terme s'ha utilitzat per referir-a totes les galàxies que comparteixen les propietats de les esmentades. Aquest tipus de galàxies de fet poden ser el tipus més comú de galàxies en l'univers, però són molt més difícils de veure que altres tipus de galàxies, a causa que són tan tènues.
A causa de la lluminositat tan tènue de les nanes esferoidals més baixes i la naturalesa de les estrelles contingudes dins d'elles, alguns astrònoms suggereixen que les esferoidals nanes i els cúmuls globulars poden no estar amb claredat separades i diferents tipus d'objectes. Però altres estudis recents han trobat una distinció en la qual la quantitat total de massa inferida dels moviments de les estrelles de les nanes esferoidals són moltes vegades més grans que la que pot explicar-se per la massa de les mateixes estrelles. En el corrent predominant acceptat de la {\displaystyle \Lambda } cosmologia de la matèria fosca freda, això és vist com un signe segur de matèria fosca, i la presència de la matèria fosca és sovint esmentat com una raó per classificar les nanes esferoidals com una classe diferent d'objectes a partir dels cúmuls globulars (que mostren poca o cap senyal de matèria fosca). A causa de les enormes quantitats de matèria fosca en aquests objectes, que poden merèixer el títol "les galàxies dominades per la matèria més fosca".